# Filmjölk

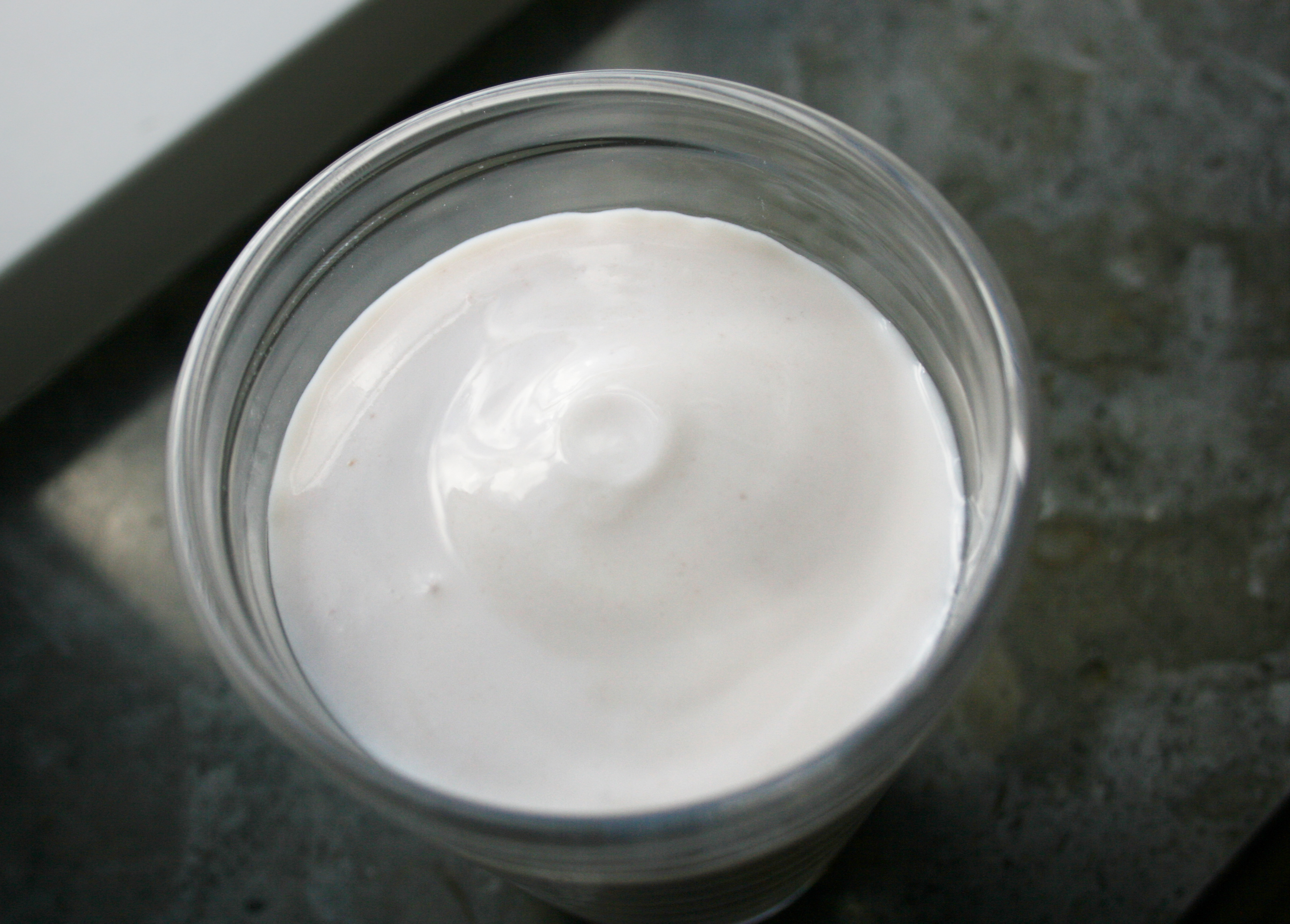
Filmjölk en un vaso.

El filmjölk (también conocido como fil o por el término más antiguo surmjölk) es un producto fermentado de la leche mesófilo sueco que se elabora fermentando leche de vaca con diversas bacterias de la especie Lactococcus lactis y Leuconostoc mesenteroides. La bacteria metaboliza lactosa, el azúcar presente de forma natural en la leche, en ácido láctico. Este ácido da al filmjölk un sabor agrio y hace que las proteínas de la leche, principalmente caseína, coagulen, espesando así el producto final. Las bacterias también producen una cantidad limitada de diacetilo, que da al filmjölk su sabor característico. El filmjölk es parecido al suero de mantequilla, el kéfir y el yogur en consistencia, pero fermentado por diferentes bacterias y por tanto con un sabor ligeramente diferente. Comparado con el yogur, el filmjölk sabe menos agrio. En Suecia suele venderse en paquetes Tetra Pak de 1 kg con bacterias vivas, que ayudan a mantener el equilibrio entre las benignas y las perjudiciales en el intestino.

## Generalidades
En los países nórdicos el filmjölk suele comerse para desayunar o como merienda, y de la misma forma que el yogur, normalmente en un tazón con una cuchara. Puede beberse pero esto no suele hacerse ya que es bastante espeso. A menudo se come con cereales para desayuno, muesli o pan crujiente desmigajado encima. Debido a que el filmjölk solo sabe algo agrio, mucha gente le añade azúcar, mermelada, compota de manzana, canela, jengibre, fruta o bayas.
El filmjölk comercial se hace con leche de vaca pasteurizada, homogeneizada y estandarizada. Aunque el filmjölk casero se ha elaborado desde hace mucho (registros escritos del siglo XVIII hablan de productos similares, pero probablemente se ha preparado desde la época de los vikingos o antes), fue introducido al mercado sueco como producto comercial en 1931 por la cooperativa láctea sueca Arla. El primer filmjölk era natural (no estaba saborizado) y contenía un 3% de grasa. Desde la década de 1960 se han comercializado diferentes variedades de filmjölk natural en las tiendas de alimentación suecas. El långfil, una variante más elástica del filmjölk fue introducido en 1965; el lättfil, un filmjölk con 0,5% de grasa fue presentado en 1967; y el mellanfil, un filmjölk con un 1,5% de grasa, en 1990. En 1997 Arla lanzó su primer filmjölk saborizado: filmjölk de fresa. El filmjölk de fresa se hizo tan popular que pronto le siguieron otros sabores. Para 2001 casi un tercio del filmjölk vendido en Suecia era con sabores. Desde 2007 entre las variantes del filmjölk se cuentan varias con distinto contenido graso, las saborizadas con fruta, vainilla o miel, y también las elaboradas con bacterias probióticas, que supuestamente mejoran la salud, como el Onaka fil, que contiene Bifidobacterium lactis (una cepa de bacteria popular en Japón), y Verum Hälsofil, que contiene Lactococcus lactis L1A en cantidades de al menos 10 millardos de bacterias vivas por decilitro.

## Tipos defilmjölk
En Suecia hay seis cooperativas lácteas nacionales que producen filmjölk: Arla Foods, Falköpings Mejeri, Gefleortens Mejeri, Milko, Norrmejerier y Skånemejerier.  Además, Wapnö AB, una compañía láctea sueca, y Valio, una compañía láctea finlandesa, venden también unas pocas variedades de filmjölk en Suecia. Antes de la comercialización del filmjölk muchas familias lo elaboraban en casa.
El cultivo fil es una variedad de bacteria de las especies Lactococcus lactis y Leuconostoc mesenteroides, por ejemplo, el cultivo fil de Arla contiene Lactococcus lactis subsp. lactis, Lactococcus lactis subsp. cremoris, Lactococcus lactis biovar. diacetylactis y Leuconostoc mesenteroides subsp. cremoris.

### Variantes clásicas
| Nombre                                        | Traducción literal             | Contenido graso | Cultivo                                                   | Fabricante                                                                                      | Año de introducción | Descripción |
| --------------------------------------------- | ------------------------------ | --------------- | --------------------------------------------------------- | ----------------------------------------------------------------------------------------------- | ------------------- | --- |
| Filmjölk                                      |                                | 2,5%–3%         | cultivo fil                                               | Arla Foods, Falköpings Mejeri, Gefleortens Mejeri, Milko, Norrmejerier, Skånemejerier, Wapnö AB | 1931 (Arla)         | Filmjölk «normal», hecho con un 3% de grasa, viene natural o saborizado. También hay una variante hecha con leche ecológica, una baja en lactosa que ha sido tratado con enzima lactasa, una con fibra añadida (f-fil, fil med fiber) y una con un contenido graso más alto (Arla Vår finaste filmjölk, 3,8–4,5% de grasa). Presente en el idioma sueco desde 1741.                                |
| Mellanfil                                     | filmjölk medio (semidesnatado) | 1,3%, 1,5%      | cultivo fil                                               | Arla Foods, Falköpings Mejeri, Gefleortens Mejeri, Milko, Norrmejerier, Skånemejerier           | 1990 (Arla)         | Filmjölk hecho con un 1,5% de grasa. Solo natural. |
| Lättfil                                       | filmjölk ligero (desnatado)    | 0,4%, 0,5%      | cultivo fil                                               | Arla Foods, Falköpings Mejeri, Gefleortens Mejeri, Milko, Norrmejerier, Skånemejerier, Wapnö AB | 1967 (Arla), 1968   | Filmjölk hecho con un 0,5% de grasa, natural o con sabor. También hay una variante baja en lactosa tratada con enzima lactasa. |
| Långfil, finlandés pitkäviili                 | fil largo                      | 3%              | cultivo fil + Lactococcus lactis subsp. lactis var. longi | Arla Foods, Gefleortens Mejeri, Norrmejerier                                                    | 1965 (Arla)         | Filmjölk con una textura característicamente larga y casi elástica debida al Lactococcus lactis var. Longi, una cepa de bacteria que convierte los hidratos de carbono de la leche en largas cadenas de polisacáridos. Solo se vende natural. Más común en el norte de Suecia. A veces se come con jengibre molido. Presente en el idioma sueco desde 1896.                                        |
| Bollnäsfil                                    | fil de Bollnäs                 | 3%              | cultivo fil de Bollnäs                                    | Milko                                                                                           |                     | Filmjölk surgido en Bollnäs. Se vende natural o con sabor a vainilla. |
| Fjällfil                                      | fil bárbaro                    | 0,8%, 3,8–4,5%  | cultivo fil especial                                      | Milko                                                                                           |                     | Filmjölk que hormiguea la lengua cuando lo comes, como el champán. Solo natural. |
| Filbunke, sueco finlandés fil finlandés viili | bol de fil                     | 2.5%, 4%        | cultivo fil especial                                      | Milko, Valio                                                                                    |                     | Leche que ha fermentado, sin remover, en pequeños boles. Tiene una consistencia similar a la de un pudin. Se parece al långfil sin remover. Hecho tradicionalmente en pequeños cuencos a partir de leche cruda (sin pasteurizar ni homogeneizar), que suele contener algo de nata. La nata forma una capa amarillenta agria encima. Solo se vende natural. Presente en el idioma sueco desde 1652. |
| Laktosfri Fil                                 | fil libre de lactosa           | 3,5%            | cultivo fil                                               | Valio                                                                                           |                     | Filmjölk hecho con un 3,5% de grasa y tratado con enzima lactasa. Solo natural. |

### Variantes probióticas
| Nombre                    | Traducción literal       | Contenido graso | Cultivo | Fabricante                                                                        | Año de introducción | Descripción |
| ------------------------- | ------------------------ | --------------- | --- | --------------------------------------------------------------------------------- | ------------------- | --- |
| A-fil                     |                          | 0,5%, 2,7%, 3%  | cultivo fil + Lactobacillus acidophilus | Arla Foods, Falköpings Mejeri, Gefleortens Mejeri, Milko, Skånemejerier, Wapnö AB | 1984 (Arla)         | Filmjölk con Lactobacillus acidophilus, una bacteria probiótica de uso común. Se vende natural y con sabor. |
| Cultura aktiv fil         | cultivo fil activo       | 0,1%            | cultivo fil + Lactobacillus casei F19 | Arla Foods                                                                        | 2004                | Filmjölk con Lactobacillus casei F19, una bacteria probiótica patentada. Solo se vende natural. |
| Kefir                     | kéfir                    | 3%              | Lactococcus lactis subsp. lactis, Lactococcus lactis subsp. cremoris, Lactobacillus brevis, Leuconostoc mesenteroides subsp. cremoris, Candida kefyr | Arla Foods                                                                        | 1977                | Variante de filmjölk basada en el kéfir, un alimento probiótico; solo contiene un pequeño subconjunto de los microorganismos presentes en los granos de kéfir. Surgió en el Cáucaso. Viene natural. |
| Onaka                     | estómago                 | 1,5%            | cultivo fil + Bifidobacterium lactis | Arla Foods                                                                        | 1990                | Filmjölk con Bifidobacterium lactis, una bacteria probiótica popular en Japón. Se vende natural y con sabores. |
| Philura                   |                          | 1,5%, 2,6%      | Lactobacillus acidophilus, Bifidobacterium lactis, Lactobacillus casei                                                                               | Milko                                                                             | 2003                | Tiene un sabor entre el filmjölk normal y el yogur. Contiene bacterias probióticas presentes normalmente en el sistema digestivo. Se vende natural y con sabores. |
| Verum hälsofil            | fil saludable Verum      | 0,5%, 4%        | Lactococcus lactis L1A | Norrmejerier                                                                      | 1990                | Filmjölk que contiene al menos 10×109 Lactococcus lactis L1A bacterias por decilitro. Viene natural y con sabores. El Lactococcus lactis L1A es una cepa patentada de bacterias probióticas que surgió de un cultivo de långfil en una granja de Västerbotten. En 1998 el Verum hälsofil fue aprobado como producto médico natural (naturläkemedel) por la agencia reguladora de productos médicos sueca (Läkemedelsverket). Se ha demostrado que tiene efectos positivos sobre los sistemas inmune y digestivo. |
| Öresundsfil               | fil de Öresund           | 0,9%, 1%        | cultivo fil + Lactobacillus acidophilus y Bifidobacterium                                                                                            | Skånemejerier                                                                     | 2000                | Filmjölk con Lactobacillus acidophilus y Bifidobacterium, bacterias probióticas. Se vende natural y con sabores. |
| ProViva Naturell Filmjölk | filmjölk natural ProViva | 1%              | cultivo fil + Lactobacillus plantarum 299v | Skånemejerier                                                                     | 1994                | Filmjölk que contiene al menos 50×106 Lp 299v por mililitro. Se vende natural. Se ha demostrado que la Lp 299v, una bacteria probiótica patentada, disminuye los síntomas del colon irritado y el sistema digestivo estresado en gente que consumía ProViva. |

## Filmjölkcasero
Para hacer filmjölk suele transferirse una pequeña cantidad de bacterias de un lote activo de filmjölk a leche pasteurizada y entonces se deja fermentar durante uno a dos días a temperatura ambiente o en un sótano fresco. El cultivo fil es necesario cuando se usa leche pasteurizada porque las bacterias que contiene de forma natural la leche mueren durante el proceso de pasteurización.
Una variante de filmjölk llamada tätmjölk, filtäte, täte o långmjölk se prepara frotando el interior de un recipiente con hojas de ciertas plantas: drosera (sileshår) o grasilla (tätört). Se añade leche a temperatura ambiente al contenedor y se deja fermentar durante uno a dos días. Luego puede hacerse más tätmjölk añadiendo tätmjölk terminado a leche. En Flora Lapponica (1737) Carlos Linneo describió una receta de tätmjölk y escribió que cualquier especie de grasilla podía usarse para prepararlo.
La drosera y la grasilla son plantas carnívoras que tienen enzimas que degradan las proteínas, lo que hace que la leche espese.